# Moni Levi
Moni Levi, bosansko-hercegovski vojaški zdravnik in general, * 17. februar 1896, † 20. maj 1986.

## Življenjepis
Diplomiral je na dunajski Medicinski fakulteti; tu je že leta 1922 vstopil v KPJ. Leta 1928 se je vrnil v Zagreb, kjer je postal član MK KPJ. Naslednje leto je bil obsojen na 10 let zapora zaradi revolucionarnega delovanja.
NOVJ se je pridružil letu 1941 in deloval kot sanitetni častnik. Po vojni je bil med drugim načelnik Vojaškomedicinske akademije JLA. Upokojil se je leta 1956.